# Hemipenthes martinorum
Hemipenthes martinorum är en tvåvingeart som beskrevs av Joseph Hannum Painter 1962. Hemipenthes martinorum ingår i släktet Hemipenthes och familjen svävflugor. Inga underarter finns listade i Catalogue of Life.